# 学校法人宮城学院

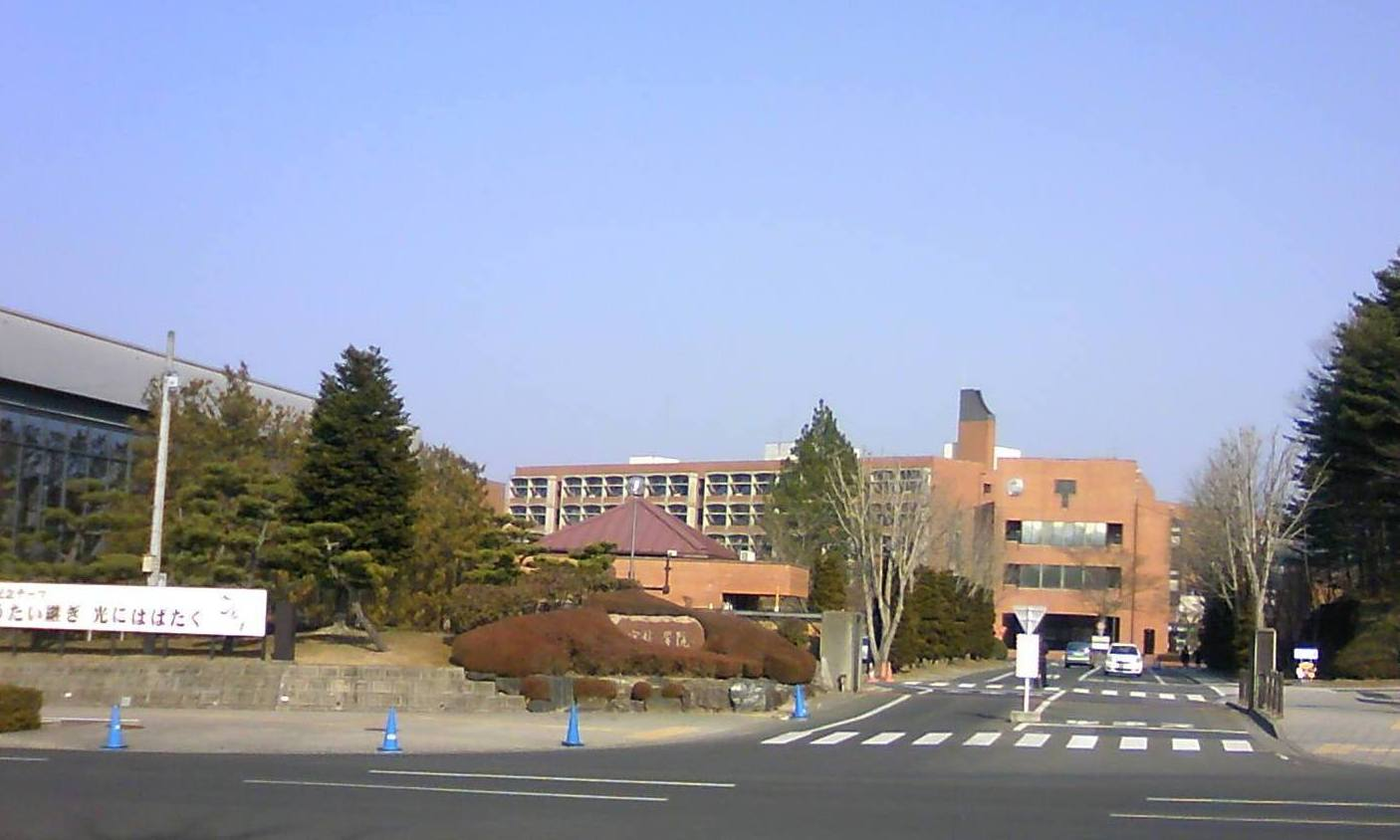
学校法人宮城学院

学校法人宮城学院（がっこうほうじんみやぎがくいん）は宮城県に本部を置く学校法人である。

## 概観

### 学校全体
女子教育を行うミッションスクール（キリスト教主義学校）のひとつであり、校祖を同じくする東北学院とは関係が深い。
中学校・高等学校・大学・大学院を設置しており、女子に対する幅広い教養教育（リベラル・アーツ）を特徴とする。関東以北では最古の女子総合学園であり、1886年(明治19年)の創立以来、 これまでの同窓生は延べ85,000名を超えており、東北はもとより、北日本を代表する名門女子校である。

### 建学の精神
宮城学院では、「福音主義キリスト教の精神に基づいて学校教育を行い、神を畏れ敬い、自由かつ謙虚に真理を探究し、隣人愛に立ってすべての人の人格を尊重し、人類の福祉と世界の平和に貢献する女性を育成すること」を建学の精神として、創立以来守っている。
また、建学の精神を受けて、「神を畏れ、隣人を愛する。」をスクール・モットーとしている。

## 象徴

### 校章
中央に開いた聖書と、その上に舞う鳩とを宮城野萩が囲む。

### 校歌
校歌（作詞:土井晩翠　作曲：ケート・I・ハンセン）

## 沿革

### 略歴
日本最初のプロテスタント教会である日本基督公会の設立に関わった押川方義と、1885年（明治18年）に来日したアメリカ人ドイツ改革派教会宣教師のウィリアム・エドウィン・ホーイが、「女子に対する高等教育の必要性」を痛感したことから、彼ら2人が中心となって、1886年（明治19年）に、福音主義キリスト教に基づく私塾である「宮城女学校」を、宮城県仙台区に開校したことが始まりである。
1946年（昭和21年）には、組織の拡充に伴い校名を「宮城学院」に改称。現在は、幼稚園、中学校、高等学校、大学、大学院を有する総合学園となり、2011年（平成23年）に、創立125周年を迎えた。

### 年表

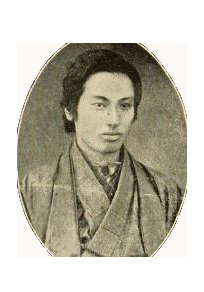
押川方義

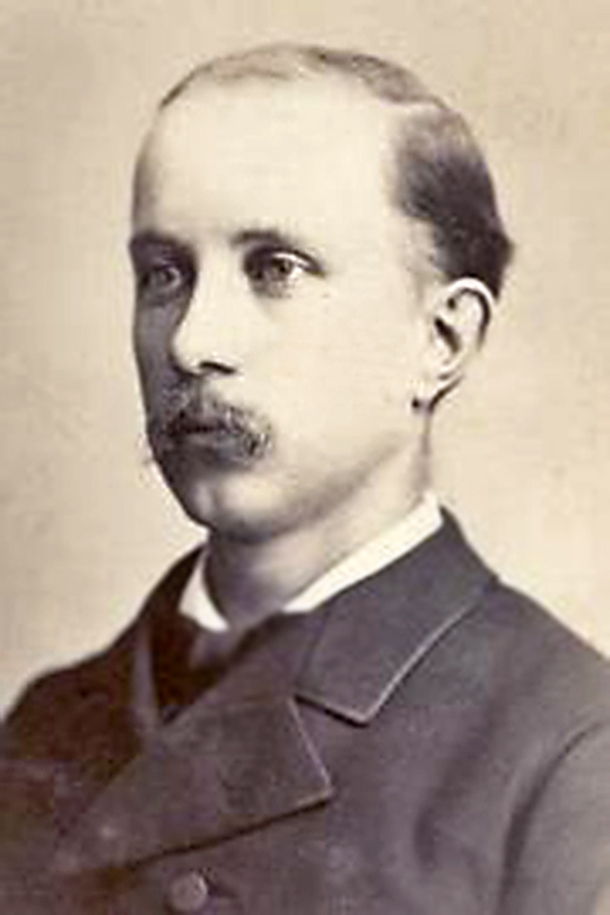
W. E. ホーイ

| 年表   | 沿革 |
| ------ | --- |
| 1886年 | 押川方義とW.E.ホーイが中心となり、「宮城女学校」を創立。 ドイツ改革派教会の女性宣教師エリザベス・R・プールボー（Elizabeth R .Poorbaugh）が初代校長に就任。 |
| 1900年 | 聖書科を設置（1941年廃止）。 |
| 1911年 | 高等女学校令により女学校を設置。 |
| 1946年 | 専門学校令により宮城学院女子専門学校を設置。校名を「宮城学院」に改称。                                                                                     |
| 1947年 | 新学制により宮城学院中学校を設置。 |
| 1948年 | 新学制により宮城学院高等学校を設置。 |
| 1949年 | 北日本最初の私立女子大学として宮城学院女子大学が設置（学芸学部英文科、音楽科）された。                                                                     |
| 1950年 | 宮城学院女子短期大学を設置。 |
| 1951年 | 学校法人宮城学院が設立認可された。 |
| 1956年 | 附属幼稚園を設置。 |
| 1964年 | 大学学芸学部に日本文学科]を設置。 |
| 1980年 | キャンパスを東二番丁から桜ヶ丘に移転した。 |
| 1986年 | 創立100周年。 |
| 1995年 | 学芸学部に人間文化学科を設置。大学院人文科学研究科を設置（英語・英米文学専攻、日本語・日本文学専攻）した。                                                 |
| 1999年 | 大学院人文科学研究科に人間文化学専攻を設置。 |
| 2000年 | 学芸学部に食品栄養学科、生活文化学科、発達臨床学科、国際文化学科を設置。                                                                                   |
| 2001年 | 宮城学院女子短期大学を廃止。 |
| 2004年 | 大学院人文科学研究科に生活文化デザイン専攻を設置。 |
| 2006年 | 宮城学院創立120周年。 |
| 2007年 | 大学学芸学部に心理行動科学科、児童教育学科を設置。 |
| 2008年 | 大学院に健康栄養学研究科健康栄養学専攻を設置。 |
| 2011年 | 宮城学院創立125周年。 |

## 設置教育機関
- 宮城学院女子大学
- 宮城学院中学校・高等学校
- 宮城学院女子大学附属幼稚園